# Тетрис (фильм)
«Те́трис» (англ. Tetris) — американский биографический триллер режиссёра Джона С. Бейрда и сценариста Ноя Пинка. Главные роли исполнили Тэрон Эджертон, Никита Ефремов, Софья Лебедева и Энтони Бойл. Фильм основан на реальных событиях и рассказывает о борьбе за получение прав на распространение видеоигры «Тетрис» в конце 1980-х годов, в период Холодной войны.
Мировая премьера фильма «Тетрис» состоялась 15 марта 2023 года на кинофестивале South by Southwest, а 31 марта картина вышла на стриминговом сервисе Apple TV+. Фильм получил в основном положительные отзывы от критиков.

## Сюжет
В 1988 году Хенк Роджерс из компании Bullet-Proof Software продает свою новейшую видеоигру на выставке CES в Лас-Вегасе. Там он увлекается игрой «Тетрис», созданной советским программистом Алексеем Пажитновым, работающим в советской компании «Электроноргтехника» (ELORG). Роджерс объясняет менеджеру банка, что Роберт Стайн из компании Andromeda Software получил всемирные лицензионные права на «Тетрис» от ELORG и подписал контракт с медиамагнатом Робертом Максвеллом и его сыном, генеральным директором Mirrorsoft Кевином Максвеллом, позволяющий им распространять «Тетрис» в обмен на роялти от игры. Тем временем представитель Mirrorsoft на выставке CES продал Роджерсу права на распространение «Тетриса» в Японии для ПК, консолей и игровых автоматов. Затем Роджерс отправляется в штаб-квартиру Nintendo в Японии и добивается аудиенции у генерального директора Хироси Ямаути, которого он убеждает в ценности «Тетриса». Он отклоняет предложение о выкупе прав на «Тетрис», предлагая вместо этого партнерство, на что Ямаути соглашается. Затем Роджерс просит кредит на производство картриджей и игровых автоматов для Nintendo, соглашаясь на повышенные процентные ставки и предоставляя в качестве залога свою квартиру. Его жена и деловой партнер Акэми высказывает свои опасения, но Роджерс показывает ей, что их детей не оторвать от «Тетриса», и обещает, что его план сработает.
Вскоре после начала производства Роджерс получает звонок от Кевина, который объясняет, что права на игровые автоматы уже обещаны Sega. Роджерс возвращается к Ямаути и просит выдать ему аванс. Вместо этого его отправляют в штаб-квартиру Nintendo of America в Сиэтле и показывают готовящееся портативное устройство Nintendo, Game Boy, которое планировалось комплектовать Super Mario Land. Роджерс убеждает президента Минору Аракаву и старшего вице-президента Говарда Линкольна комплектовать Game Boy «Тетрисом» и обещает получить лицензионные права на портативную версию игры. Он едет на встречу с Максвеллами в Лондон, которые сообщают ему, что все лицензионные права по всему миру остаются у Стейна. Роджерс пытается приобрести права на выпуск игры на портативных устройствах, но ему отказывают.
Максвеллы приказывают Стайну обеспечить права на карманную версию «Тетриса». Кевин задает отцу вопрос о миллионах фунтов, пропавших из пенсионного фонда сотрудников, но его вопросы остаются без внимания. Тем временем Роджерс встречает Стайна на улице и предлагает 25 000 долларов за всемирные права на «Тетрис» для карманных консолей, на что Штейн вроде бы соглашается. Однако позже Аракава и Линкольн звонят Роджерсу и рассказывают, что Стайн пообещал права на портативную версию игры Atari за $100 000. Кевин узнаёт об этом, и, хотя Стайн обещает получить права, Кевин и Роджерс решают поехать в Москву, чтобы лично получить их.
Роджерс безуспешно пытается найти штаб-квартиру ELORG, пока не встречает женщину по имени Саша, которая предлагает Роджерсу стать его переводчицей. Она проводит его в ELORG, предупредив, что вход без официального приглашения незаконен; несмотря на это, Роджерс разговаривает с президентом ELORG Николаем Беликовым, объясняя, что он лицензирует «Тетрис» для Nintendo. Беликов, однако, никогда не слышал о Nintendo и утверждает, что ELORG лицензировала «Тетрис» только для ПК, после чего обвиняет Роджерса в краже. Роджерс обещает разобраться в ситуации, и Беликов говорит ему вернуться на следующее утро. На улице Роджерс сталкивается с агентом КГБ, который предупреждает его о необходимости вернуться домой.
Кевин прибывает в Москву, и его встречает Валентин Трифонов, глава отдела внешней торговли Центрального комитета КПСС. На следующее утро Роджерс встречается с Беликовым и Пажитновым. Трифонов ставит Роджерса перед выбором: вернуться домой или столкнуться с последствиями своих преступлений, связанных с мошенническим использованием туристической визы для ведения бизнеса и фальшивым лицензированием, но Роджерс отказывается уезжать. Он обещает Пажитнову, что сделает его миллионером, но Алексей объясняет, что не получает роялти за «Тетрис», несмотря на то, что изобрел его.
Роджерс снова защищает себя перед Беликовым и узнаёт, что ELORG не продала Стайну права на игровые автоматы. В это время Стайн и Кевин, не подозревающие о присутствии конкурентов, также находятся в ELORG для переговоров о правах на карманную версию «Тетриса». Роджерс просматривает первоначально подписанный Стайном контракт и отмечает, что из-за нечёткого определения слова «компьютер» Стайн технически получил права на версию «Тетриса» для домашних консолей, хотя и украл права на игровые автоматы. Беликов вручает Стайну новый контракт на права на «Тетрис» для игровых автоматов и ПК. Роджерс просит Пажитнова подвезти его до отеля, во время чего пытается завязать светскую беседу. Алексей отвечает холодно, но, несмотря на то, что гражданам СССР запрещено принимать иностранцев у себя дома, он даёт Роджерсу свой домашний адрес. Тем временем Трифонов встречается с Кевином, объясняя свое происхождение из народа и то, что он верит в гибель Советского Союза. Он также намекает, что Кевин должен дать ему взятку за помощь в получении прав. Хотя Кевин отказывается, Роберт за его спиной обещает Трифонову крупную сумму, чтобы тот помог Кевину получить права.
Вечером Роджерс приходит в гости к Пажитновым, где тот Алексей показывает ему изначальную версию «Тетриса» для «Электроники-60». Играя в неё, Роджерс спрашивает, почему при одновременном заполнении нескольких строк пропадает только одна, и Алексей отвечает, что просто не подумал об этом, после чего сразу же реализовывает идею Хэнка. Однако тут в дверь Пажитновым стучит соседка, которая просит соли, и Алексей уводит Роджерса на подпольную дискотеку, где активистка рассказывает об антисоветских протестах в Эстонии и предлагает выпить за свободу личности и слова, Кока-колу и джинсы Levi’s.
В это время КГБ отправляет снимки Роджерса, идущего в гости к Пажитновым, послу СССР в Японии, и сотрудники посольства приезжают в офис Bullet-Proof Software, советуя Акэми наказать мужу немедленно ехать домой, если он ей позвонит. Подчинённые Трифонова избивают Роджерса по дороге в отель, повторяют тот же наказ и отбирают его джинсы. Свой номер он находит разгромленным. Прибежавшая сразу же Саша объясняет, что КГБ видит продажу прав на «Тетрис» капиталистическим странам угрозой, так как с продажи игры можно перейти к продаже страны. Она целует Хэнка напротив окна, но тот сразу же говорит ей, что женат, и просит уйти. Наутро Трифонов встречает Пажитнова на выходе из дома с детьми и просит его рассказать им, что случилось с его отцом, так как история склонна повторяться.
Роджерс звонит Акэми и просит её попросить юриста фирмы составить новый контракт с ELORG и отправить ему контракт ELORG с Mirrorsoft. Стайн соглашается подписать обновлённый контракт на права на «Тетрис» для компьютеров в надежде обсудить права для портативных консолей, но Беликов сразу же уходит к Роджерсу, который, жалуясь на угрозы, обещает, что приехал не из-за денег и просто хочет показать миру, что СССР — это не только ракеты и военная мощь. Он предлагает Беликову $25000 вперёд за права на «Тетрис» для портативных консолей и выплаты в 25 центов с каждой проданной игры. В расчёте на оценку продаж игры в 20 миллионов копий ELORG получит $5 млн роялти. Об этом прослушивающая разговор агент КГБ сразу предупреждает Трифонова. Тот перехватывает Беликова уже в коридоре и сообщает, что Советский Союз якобы решил, что права на игру получит Mirrorsoft. Кевин предлагает за портативный «Тетрис» эксклюзивные права на издание энциклопедии Кольера в СССР, покупка которых стоила бы $2 млн. Беликов всё же требует деньги, и Кевин соглашается, что контракт вступит в силу, если Mirrorsoft переведёт на счета ELORG миллион долларов в течение недели. Такое же соглашение Беликов втайне, как он думает, даёт подписать Рождерсу, но их фотографирует КГБ. На паркове ELORG Роджерса встречает Пажитнов, который рассказывает, что его отца лишили учёного звания и работы за подпись под петицией об освобождении коллеги, лишённого свободы за продажу прав на издание его книги на Запад, после чего Алексей решил не повторять его ошибок. Он показывает Хэнку, что Саша — агент КГБ. Роджерс улетает из СССР.
Роберт сообщает Nintendo of America, что Кевин купил права на «Тетрис» для портативных консолей. Беликова избивает подчинённый Трифонова, и тот высылает на домашний факс Роджерса письмо об отмене сделки. Сразу за ним приходит факс со снимком целующихся Саши и Хэнка с угрозами. Звонит Говард и рассказывает о потере прав на «Тетрис», но обещает подобрать Хэнку другую работу. Акэми и Майя возвращаются домой с концерта, на котором выступала последняя, и видят, как Хэнк разбивает трубку телефона. Он говорит, что они потеряли дом, на что Акэми укоряет его, что он не приехал на концерт дочери, и они ругаются.
В тот же вечер Беликов приезжает домой к Алексею и сообщает, что после продажи «Тетриса» уйдёт из ELORG, так как больше не находит в себе силы работать на ставший чуждым ему, обандитившийся СССР. Он просит Алексея отправить Роджерсу условия допсоглашения о предоплате Mirrorsoft миллиона долларов. Чтобы воспользоваться рабочим факсом, тому приходится устроить на работе пожар. Секретарь фирмы всё же замечает, что он отправлял факс.
Вернувшись в Mirrorsoft, Кевин замечает, как в кабинете его отца уничтожаются документы. Миллиона долларов у фирмы нет, но Роберт обещает всё уладить. Хэнк приезжает в Nintendo of America и сообщает им, что Mirrorsoft лишился права на контракт, так как не успел перевести миллион долларов ELORG, и права на издание «Тетриса» на домашних и портативных консолях по всему миру свободны. На документе рукой Пажитнова написано приезжать в СССР вместе с начальством NoA, что Хэнк и делает, но скан его паспорта из аэропорта «Шереметьево-2» передают КГБ, и Пажитнова увольняют и выселяют из дома.
В ELORG на встречу Беликова с Nintendo of America приходит и Саша. В ответ на предложение в $5 миллионов и роялти в один доллар США она говорит, что протокол требует сутки на изучение контракта. Когда Саша докладывает о предложении NoA Трифонову, тот на её глазах звонит Роберту и требует перекрыть его; тот отказывается. Саша начинает сомневаться в мотивации своего начальника.
Стайн врывается в Mirrorsoft, сообщает о том, что в его новом контракте уточнено понятие «компьютер», и фирма таким образом больше не может продавать консольную версию «Тетриса», пользуясь схожим устройством обоих приборов. Также он жалуется на то, что ему не выплачивали роялти за сделку. Ввиду этого Роберт решает полететь в Москву лично и вытребовать права на «Тетрис» у самого Михаила Горбачёва, с которым его связывает многолетнее партнёрство и дружба. Тот отказывает ему, так как Роберт не предлагает денег, а у СССР проблемы с бюджетом, прежние советские идеалы же он отвергает как устаревшие. Максвеллы приезжают в ELORG лично, чтобы вместе с правами на «Тетрис» для портативных истребовать права на версию для домашних консолей.
Роджерс встречает Алексея на Красной площади во время парада к 70-летию Октябрьской революции. Тот обвиняет Хэнка в том, что он использовал Пажитнова в своих целях, и разрывает отношения с ним. Роджерс решает приехать в ELORG и подписать контракт. Предложения сторон не меняются, и Беликов подписывает контракт с Nintendo, так как Максвеллы выдают, что у них нет денег. Сотрудники NoA успевают уехать как раз перед приездом КГБ, и Трифонов на глазах у Саши спрашивает у Роберта об обещанных ему деньгах. Максвелл обещает ему 50 % акций «Тетриса», если он вернёт контракт Mirrorsoft. Саша докладывает об этом напрямую Горбачёву.
Алексей успевает вырвать Роджерса, Аракаву и Линкольна практически из рук КГБ и увезти в аэропорт, где Трифонов в попытке перехватить их врывается в самолёт до Токио перед самым вылетом, однако те в это время находятся на другом борту, вылетающем в Цюрих. По приказу Горбачёва Саша арестовывает Трифонова прямо в шлюзе. На прощание тот кричит, что конец СССР неминуем.
Дома Роджерс готовит для Майи импровизированную сцену и просит её спеть ему песню с концерта. Он показывает Акэми чек на $5 млн, и они мирятся.
Далее в формате телехроники показываются протесты в СССР, новости о высоких продажах Game Boy, падении железного занавеса и отставке Горбачёва. Хэнк посылает Алексею Game Boy и билеты на самолёт до Сан-Франциско, где они встречаются как друзья. Перед титрами показываются фотографии прототипов персонажей фильма и текстовые рассказы об их судьбах после 1991 года.

## В ролях
| Актёр            | Роль                                                             |
| ---------------- | ---------------------------------------------------------------- |
| Тэрон Эджертон   | Хенк Роджерс                                                     |
| Никита Ефремов   | Алексей Пажитнов                                                 |
| Роджер Аллам     | Роберт Максвелл владелец компании Mirrorsoft                     |
| Энтони Бойл      | Кевин Максвелл сын Роберта, генеральный директор Мirrorsoft      |
| Тоби Джонс       | Роберт Стайн                                                     |
| Игорь Грабузов   | Валентин Трифонов член ЦК КПСС                                   |
| Софья Лебедева   | Саша агент КГБ                                                   |
| Олег Штефанко    | Николай Беликов, гендиректор «Электроноргтехники»                |
| Аянэ Нагабути    | Акэми Роджерс жена Хэнка                                         |
| Бен Майлс        | Ховард Линкольн вице-президент и юрисконсульт Nintendo в Америке |
| Кэн Ямамура      | Минору Аракава президент Nintendo в Америке                      |
| Того Игава       | Хироси Ямаути руководитель компании Nintendo                     |
| Мэтью Марш       | Михаил Горбачёв                                                  |
| Рик Юн           | менеджер банка                                                   |
| Канон Наруми     | Майя Роджерс дочь Хэнка                                          |
| Иева Андреевайте | Нина Пажитнова жена Алексея                                      |
| Tимур Касимкулов | Дмитрий Пажитнов сын Алексея                                     |
| Maрк Хисматуллин | Петр Пажитнов сын Алексея                                        |

## Создание

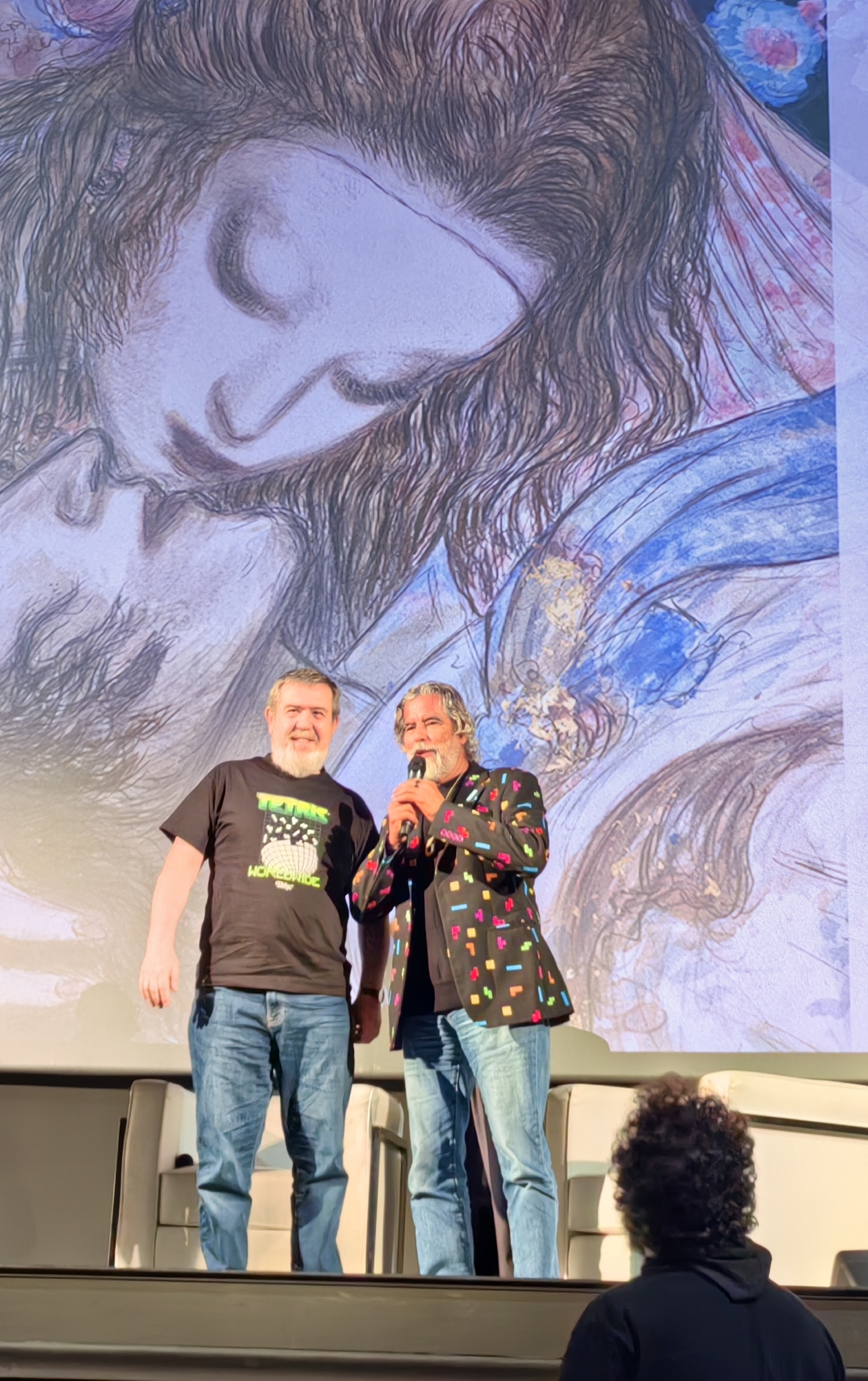
Алексей Пажитнов (слева) и Хэнк Роджерс на показе фильма на Lucca Comics&Games 2024

В июле 2020 года сообщалось о том, что Тэрон Эджертон получил роль создателя компьютерных игр Хэнка Роджерса в биографическом фильме Джона Бэрда о создании видеоигры «Тетрис». В своём августовском интервью Эджертон подтвердил это сообщение, добавив, что фильм будет выдержан в том тоне, в каком выдержан фильм «Социальная сеть» (2010). В ноябре сервис Apple TV+ приобрёл права на показ фильма.
Съёмки фильма начались в декабре 2020 года в Глазго, в том числе в аэропорту «Глазго Прествик» на побережье Айршира. В феврале 2021 года съёмки прошли в локациях Абердина, в том числе в Зоологическом корпусе Абердинского университета, использованном в качестве декорации для штаб-квартиры советской компании «ELORG», и Seamount Court, где было снято несколько сцен. В течение семи дней съёмки проходили на территории бывшей военной базы в Баладо. Затем производство было перенесено обратно в Глазго на несколько дней и закончилось в марте 2021 года. В 2022 году прошли пересъёмки, а дата выхода была запланирована на конец того же года.

## Премьера
Мировая премьера фильма «Тетрис» состоялась 15 марта 2023 года на кинофестивале South by Southwest. Фильм вышел на стриминговом сервисе Apple TV+ 31 марта 2023 года. По данным Samba TV, в первые два дня после выхода «Тетрис» посмотрели 88 000 человек из 3,1 млн тех, кто включил его хотя бы на минуту.

## Отзывы и оценки
На сайте-агрегаторе рецензий Rotten Tomatoes 80 % из 148 отзывов критиков положительные, со средней оценкой 6,6/10. По единодушному мнению сайта, «Хотя „Тетрис“ не имеет такого же быстрого темпа и не вызывает привыкания, как игра, он предлагает весёлый, задорный рассказ об истории, стоящей за 8-битной классикой». Metacritic, использующий средневзвешенную оценку, присвоил фильму 61 балл из 100 на основе 33 критических оценок, что указывает на «в целом благоприятные отзывы».
Алексей Пажитнов отметил, что фильм на удивление ему понравился.

## Судебная тяжба
В августе 2023 года главный редактор Gizmodo Дэн Акерман подал в суд на компанию Apple за незаконное использование в фильме его книги «The Tetris Effect: The Game that Hypnotized the World», вышедшей в 2016 году. Акерман просит суд взыскать денежную компенсацию в размере 6 % от бюджета фильма.